# توسكاستان
توسكاستان (بالفارسية: توسکاستان) هي قرية تقع في غلستان في إيران. يقدر عدد سكانها بـ 182 نسمة بحسب إحصاء 2016.